# Tatort: Tödliche Ermittlungen
Tödliche Ermittlungen ist ein Fernsehfilm aus der Krimireihe Tatort und eine Produktion des SWR in Zusammenarbeit mit Maran Film. Diese 786. Episode der Reihe wurde am 2. Januar 2011 im Ersten Deutschen Fernsehen zum ersten Mal ausgestrahlt.
Das Ludwigshafener Ermittlerduo Lena Odenthal (Ulrike Folkerts) und Mario Kopper (Andreas Hoppe) wird bei diesem Fall mit dem Mord an einer Polizeischülerin konfrontiert, deren Mörder im unmittelbaren Umfeld der jungen Frau gefunden wird.

## Handlung
Zu Beginn der Episode wird die Polizeischülerin Bettina Schnell bei einer Verkehrskontrolle gezeigt. Sie kontrolliert Hasan Kiser, bei dem eine Waffe im Handschuhfach gefunden wird. Danach wird die Polizeischülerin beim Joggen gezeigt. Am nächsten Tag werden Odenthal und Kopper zu einer erschlagenen Joggerin gerufen. Aufgrund einer Vermisstenmeldung kann sie als Bettina Schnell identifiziert werden. Die Polizeischülerin stand kurz vor ihrem Abschluss und war mit Torben Brandstetter, dem Sohn ihres Ausbilders verlobt. In der Polizeischule war Bettina als zielstrebige und ehrgeizige Person bekannt. Ihr Verlobter, dessen Kumpel Heiner Struck und ihre Zimmernachbarin Sabine Erler waren die einzigen Freunde, die sie dort hatte.
Während Odenthal die Polizeischule und ihren alten Lehrer Robert Brandstetter aufsucht, kümmert sich Kopper um den Kleinkriminellen Hasan Kiser, mit dem Bettina bei ihrem letzten Einsatz aneinandergeraten ist. Es hatte den Anschein, als ob sie sich bei einer Fahrzeugkontrolle ganz gezielt Kisers Wagen herausgefischt hätte. Die Ermittler erfahren, dass sie oft auf eigene Faust auch im privaten Umfeld ermittelte. Das Fitnessstudio von Malte Boller hatte sie schon lange in Verdacht, mit illegalen Dopingmitteln zu handeln, wobei sie Hasan Kiser als Zulieferer verdächtigte. Da auch Bettinas jüngere Schwester Svenja sehr übereifrig ist, erfahren die Ermittler von ihr, dass Maltes Verbündete tatsächlich mit Drogen handeln, und mit ihrer Hilfe können sie das Lager ausfindig machen. Einen direkten Zusammenhang mit dem Mord können sie jedoch nicht feststellen.
Odenthals Mitarbeiterin Edith Keller entdeckt ihr Gespür für diesen Fall und ermittelt anhand der Handybewegungen die Aufenthaltsorte von Bettina. Danach ist offensichtlich, dass sie in ihrer Todesnacht auf dem Weg zur Polizeischule nach Hahn war. Gefunden wurde die Leiche jedoch in einer Siedlung von Ludwigshafen. Somit hatte sich der Mörder die Mühe gemacht, die Leiche weit weg von der Polizeischule abzulegen. In diesem Zusammenhang kommt Odenthal das Verhalten von Robert Brandstetter verdächtig vor. Er hatte von Bettinas privaten Ermittlungen gewusst und eine Beschwerde des Drogendezernates gegen die Polizeischülerin entkräftet und sich schützend vor sie gestellt. Ohnehin hat Odenthal zunehmend den Eindruck, dass die Lösung des Falls in der Polizeischule zu suchen ist und einer der Mitschüler der Täter sein dürfte. Robert Brandstetter torpediert jedoch die Ermittlungen, die mittlerweile ergeben, dass Bettina auf einem Parkplatz ganz in der Nähe der Polizeischule getötet wurde. Kriminaltechniker Becker hat dort Blutspuren des Opfers gefunden und er hat Fußabdrücke verglichen, was aufgrund des individuellen Abdrucks eines Laufschuhs zu dem Mann führen müsste, der mit dem Opfer auf dem Parkplatz gewesen ist. Es handelt sich aber nicht um Heiner Struck, dessen Schuhe es eigentlich waren. Der Kriminaltechniker kann eindeutige Spuren von einem Asthmamittel nachweisen, was Odenthal zu ihrem alter Lehrer Robert Brandstetter führt. Mit den Indizien der modernen Forensik konfrontiert, gibt er zu, mit Bettina eine Affäre gehabt zu haben. Sein Sohn wüsste von nichts und Bettina habe gedroht, Torben und auch der Polizeidirektion davon zu erzählen. Darüber kam es zum Streit auf der Fahrt von Ludwigshafen zur Polizeischule und der wäre eskaliert. Doch Odenthal glaubt ihm nicht und befragt Torben selbst, denn sie hatte in seinem Wagen ein Asthmamittel gefunden, was von sportlichen Menschen gern zum Muskelaufbau benutzt wird. So gibt er zu, sich mit Bettina gestritten zu haben, weil sie ihn auf diese illegalen Mittel angesprochen hatte. Sie hätte ihn so unter Druck gesetzt, dass er die Nerven verloren habe. Er hätte sie nur weggestoßen, weil sie ihn angegriffen hatte. Dabei sei sie gestürzt und hätte sich dann nicht mehr bewegt. Da er Heiners Schuhe im Auto hatte, hätte er sie angezogen und seinem Vater später alles erzählt. Daraufhin habe dieser Bettinas Leiche dann zur Siedlung gefahren und dort abgelegt. In der Schlusseinstellung sieht man Bettinas Schwester Svenja beim Lauftraining, eine Parallele zur Einstellung am Anfang der Episode. Es wird der Eindruck erweckt, dass auch Svenja eine Ausbildung bei der Polizei anstrebt.

## Hintergrund
Der Film wurde vom Südwestrundfunk in Zusammenarbeit mit Maran Film produziert und in Ludwigshafen, Baden-Baden, Wittlich und Wittlich-Wengerohr gedreht.

## Rezeption

### Einschaltquoten
Die Erstausstrahlung von Tödliche Ermittlungen am 2. Januar 2011 wurde in Deutschland insgesamt von 9,55 Millionen Zuschauern gesehen und erreichte einen Marktanteil von 24,7 Prozent für Das Erste.

### Kritik
Rainer Tittelbach von tittelbach.tv schreibt: „‚Tödliche Ermittlungen‘ sieht aus wie ein ‚Tatort‘ auf den Spuren eines RTL-TV-Movies. Die Handlung ist der Motor des Films. Ermittelt wird linear, mal auf Geschwindigkeit geschnitten, mal die Augen-Blicke physisch starker Schauspieler suchend. […] Dieser ‚Tatort‘ ist kurzatmig, abwechslungsreich in seiner Szenenfolge, handlungsstark, besitzt aber keine durchgängige Erzählperspektive. Der Film steckt voller kleiner Emotionen, auch visuell besitzt dieser knackige Lederjacken-Polizeiuniform-Krimi effektvolle Details. Da fällt es kaum auf, dass der Film in zwei Hälften zerfällt.“
Bei Stern.de stellt Frank Thomsen fest: Die „gezeigte Folge ‚Tödliche Ermittlungen‘ bot spannungsarme 0815-Kriminalistik und einen albernen Running Gag, für den der Drehbuchautor eigentlich sein Honorar spenden müsste wegen wiederholter Zuschauerquälerei. […] Kopper parkt seinen alten Fiat regelmäßig im Halteverbot, und immer kommt dieselbe Politesse - groß, schlank und sehr blond - vorbei, um ihm ein Knöllchen zu verpassen.“
Frank Rauscher bei der Stimme.de urteilt recht nüchtern: Auch wenn die kriminalistische Arbeit vom Kriminaltechniker Becker recht „sympathisch“ ist, so wirkt doch „die erste ‚Tatort‘-Arbeit von Regisseur Michael Schneider […][als] ein Whodunit-Krimi, bei dem es leider bald egal ist, wer denn was genau gemacht hat. Die Story ist rudimentär, und die Figuren sind derart blutarm, dass selbst ein Hochkaräter wie Christian Redl eigentümlich blass bleibt. Dem perfekt eingespielt wirkenden Duo Folkerts-Hoppe schaut man dagegen erneut recht gerne zu, auch weil die beiden wieder das eine oder andere Mal mit augenzwinkerndem Humor zur Sache gehen.“
Die Kritiker der Fernsehzeitschrift TV-Spielfilm urteilen über diesen Tatort: „Anfangs noch recht spannend anzuschauen, verzettelt sich die Geschichte, bis eine absurd unglaubwürdige Auflösung vom Ludwigshafener Himmel fällt. Fazit: Dienst nach Vorschrift, wenig spannend“